# Jabiru d'Afrique
Pour les autres oiseaux nommés « Jabiru », voir Jabiru.
Ephippiorhynchus senegalensis
Espèce
Statut de conservation UICN

 LC  : Préoccupation mineure
Statut CITES
Le Jabiru d'Afrique (Ephippiorhynchus senegalensis) ou Jabiru du Sénégal, est une espèce de grands échassiers de la famille des Ciconiidae.

## Description

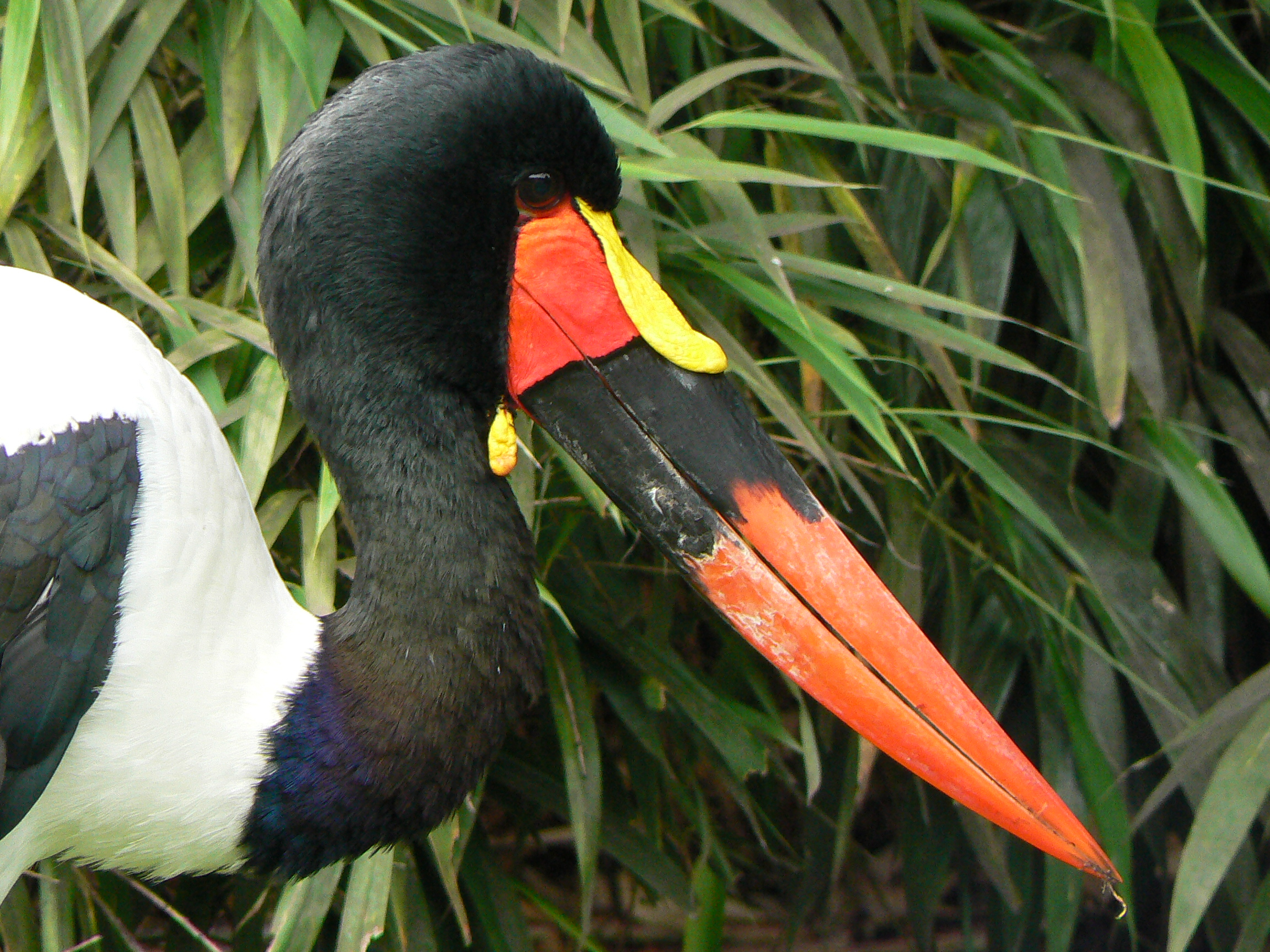
Détail de la tête et du bec (♂), dont la forme et la courbure sont inhabituelles chez les oiseaux

Échassier de grande taille, c'est la plus grande espèce de cigognes avec le Marabout d'Afrique. C'est un oiseau élégant avec un cou, des pattes et un bec particulièrement allongés. Le plumage est bicolore : le cou, la tête, les ailes (excepté les rémiges) et le dos sont noirs, le reste est blanc. Le cou est parfois légèrement irisé. Les jambes sont noires, mais les "genoux" et les pieds sont rouge-orangé. Le bec est particulièrement impressionnant : très long et conique, il est rouge-orangé et marqué au 2e quart de sa longueur par une bande noire. La base du bec est recouverte par une large caroncule aplatie en forme de selle, d'où le nom de Saddle-billed Stork en anglais). Le mâle possède deux petites caroncules à la base de la mandibule inférieure. Les yeux de la femelle sont jaunes, ceux du mâle, bruns. Ce sont les seuls signes de dimorphisme sexuel chez ces oiseaux, même si le mâle a tendance à être légèrement plus grand. Le juvénile possède le même plumage bicolore, mais les rémiges - blanches chez l'adulte - sont grisâtres. Le bec, par contre, est terne : gris-brun.
Le mâle, pesant entre 5 et 7,5 kg, est en moyenne un peu plus lourd que la femelle (4,8 à 6,9 kg). Cet oiseau mesure 140 à 150 cm pour une envergure de 260 cm.

## Alimentation
Il se nourrit principalement de poissons, ainsi que de crabes, de crevettes, d'anoures, de reptiles, de petits mammifères, de jeunes oiseaux, de mollusques et d'insectes.

## Galerie

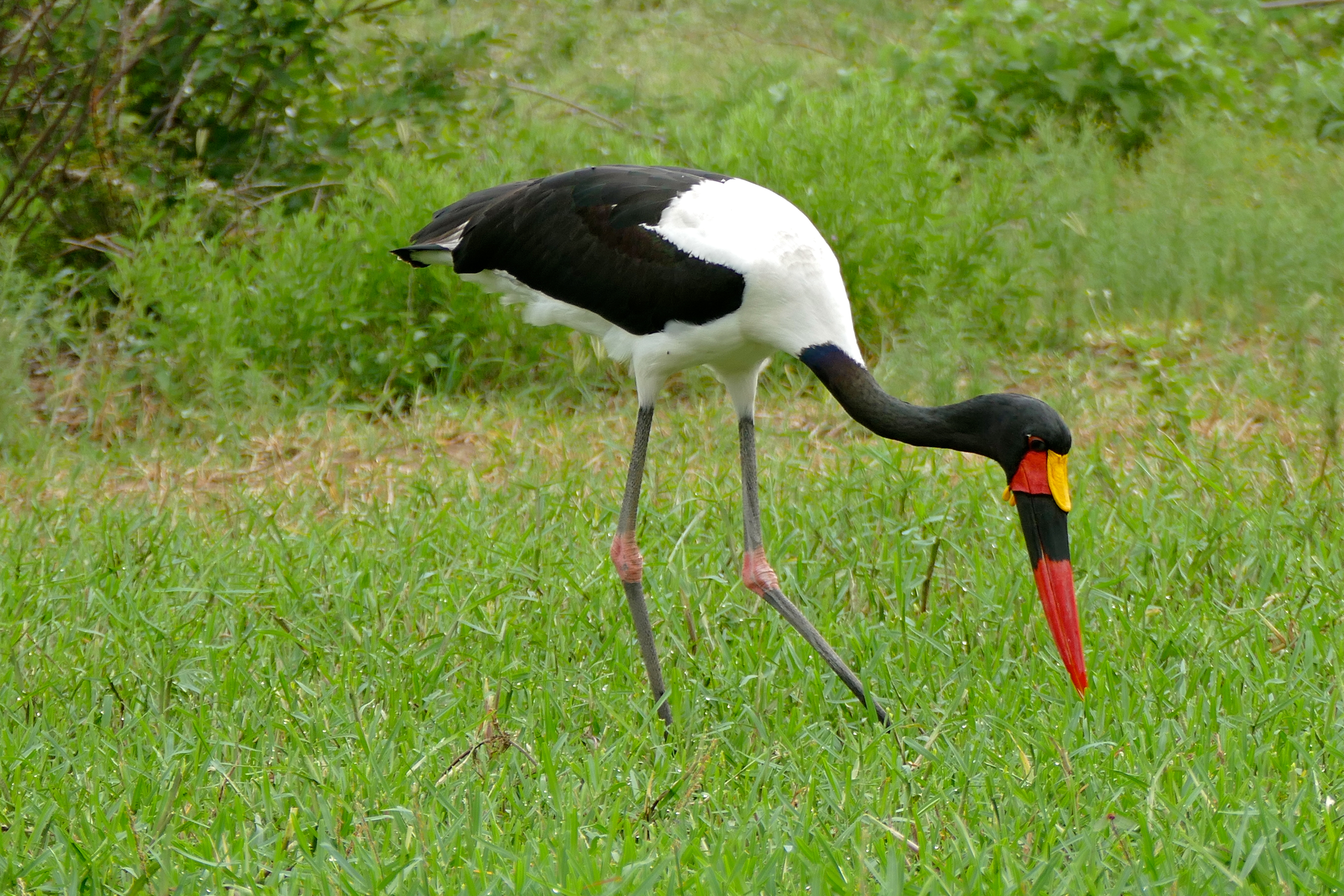
Mâle
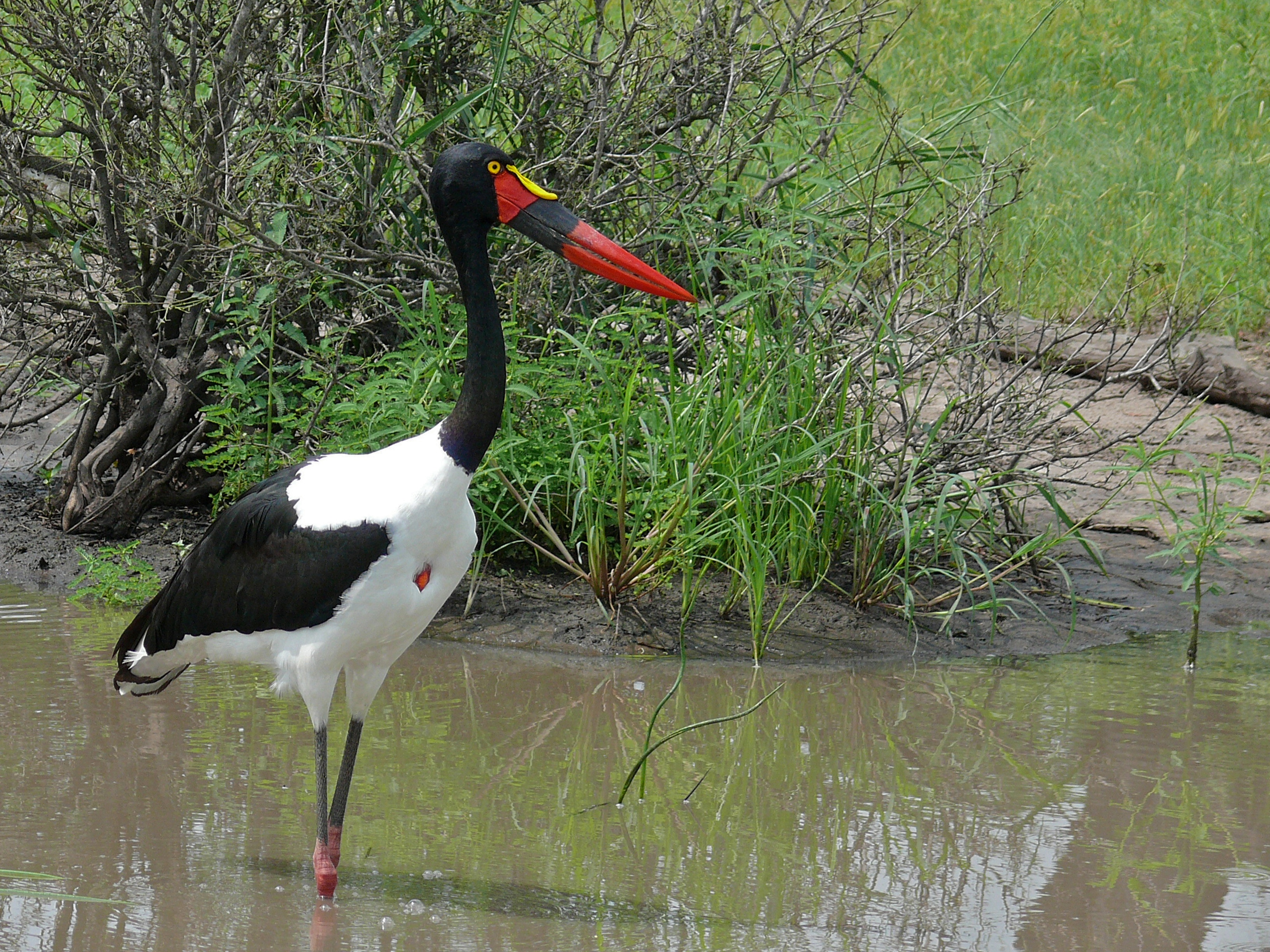
Femelle
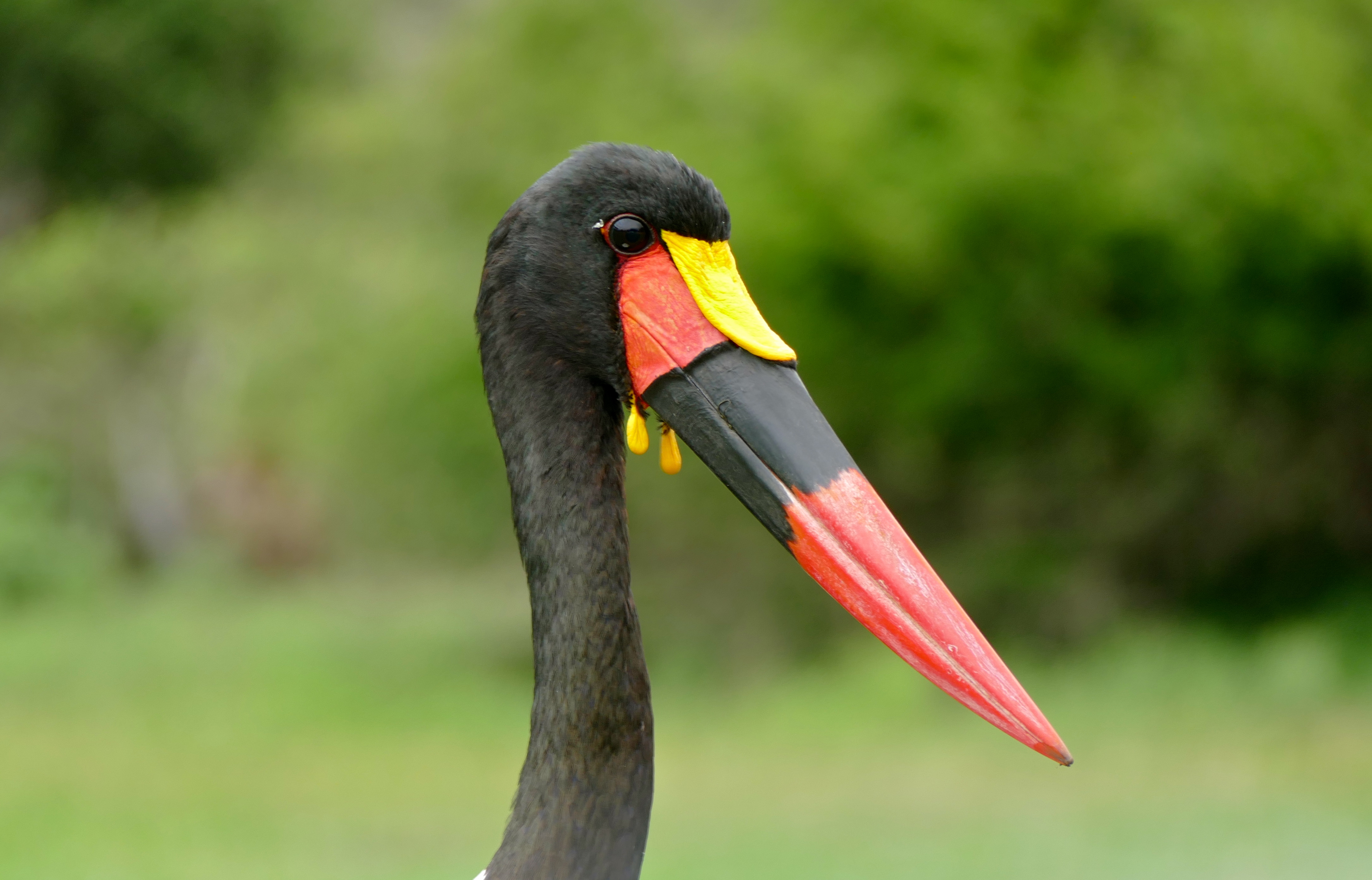
Tête du mâle
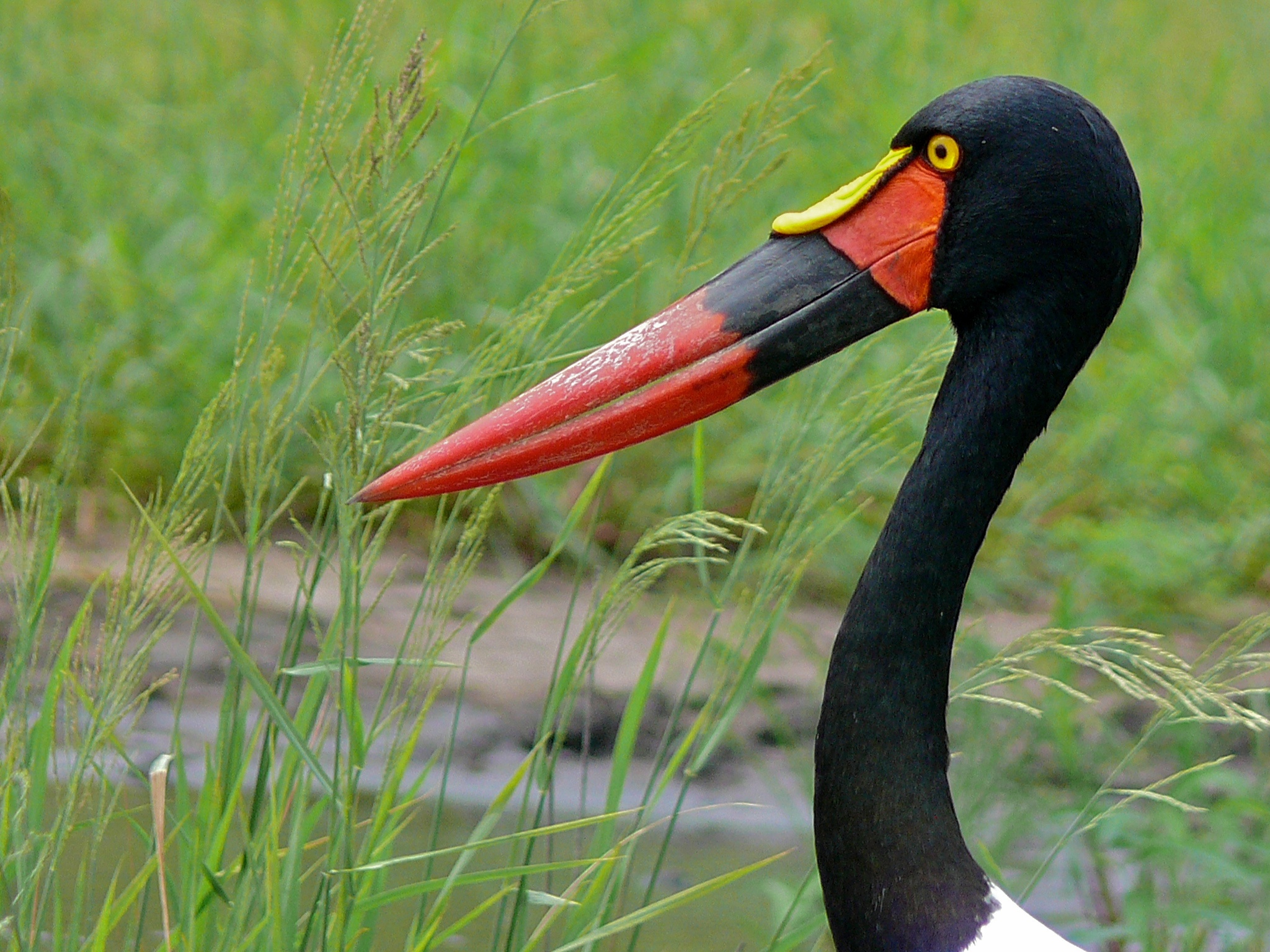
Tête de la femelle
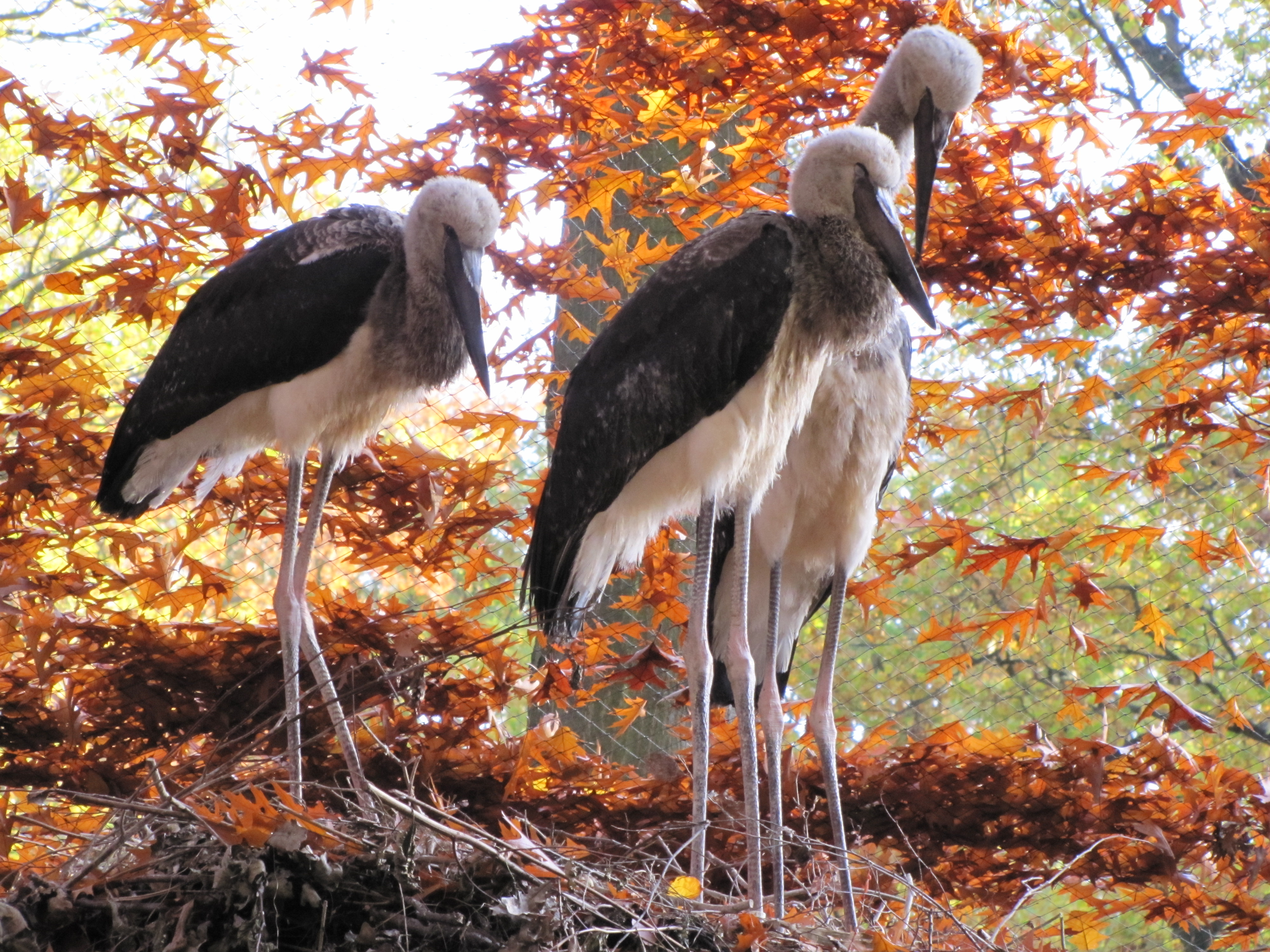
Jeunes
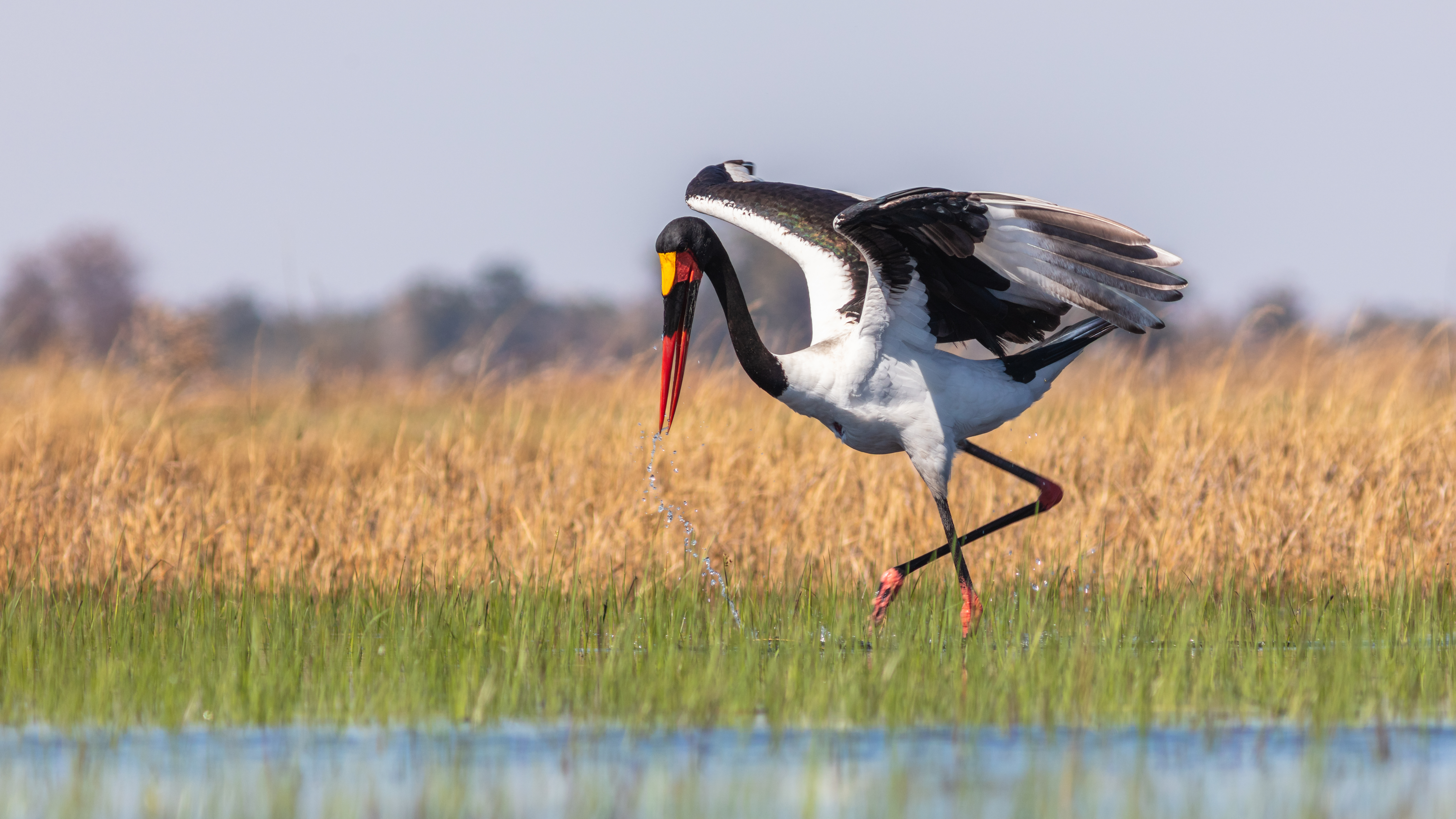
Un jabiru d'Afrique dans le Delta de l'Okavango au Botswana. Juillet 2018.
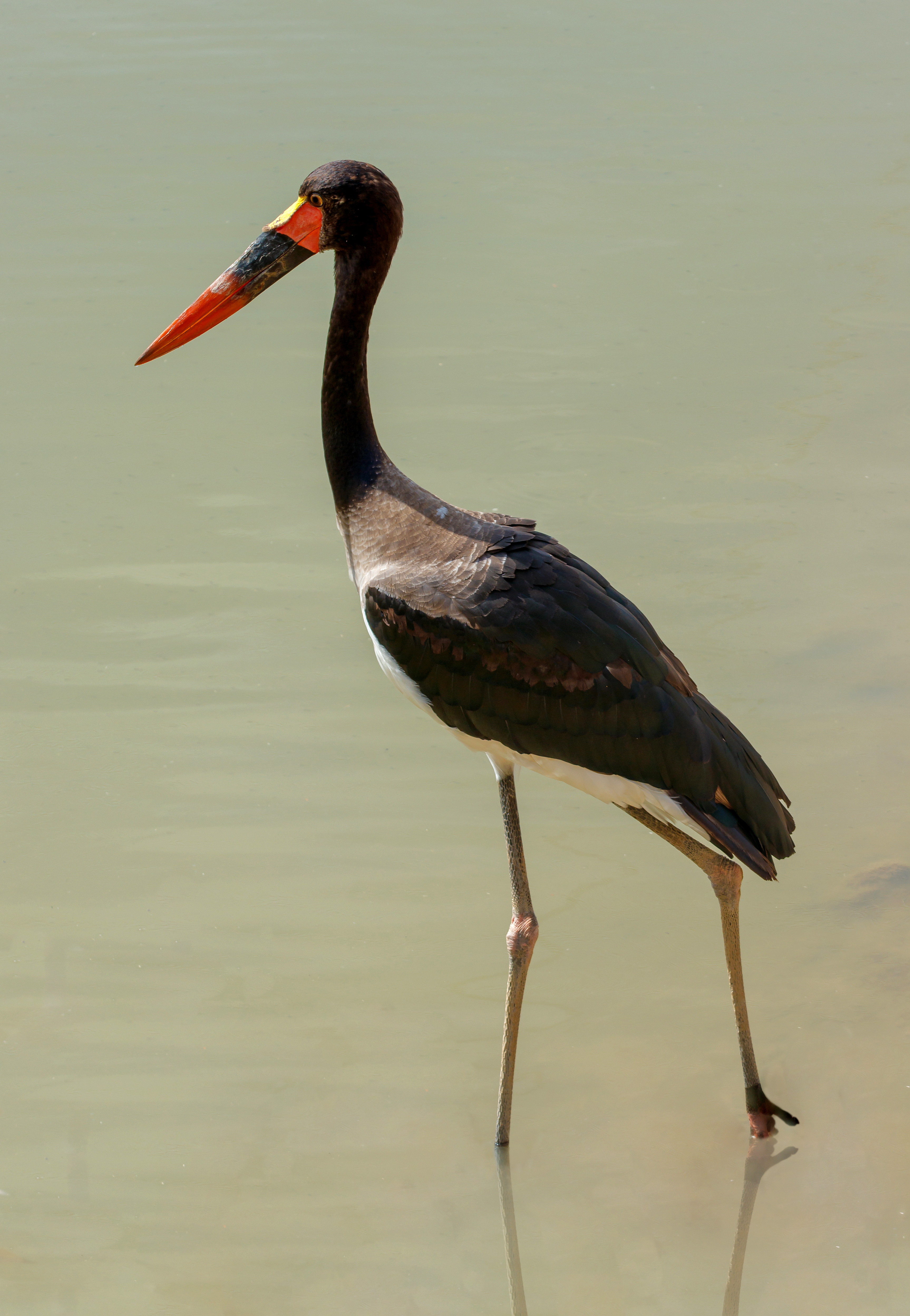
Un jabiru d'Afrique à la réserve africaine de Sigean. Septembre 2019.